# Episodi di Fabian of the Yard (prima stagione)
La prima stagione della serie televisiva Fabian of the Yard è stata trasmessa in anteprima nel Regno Unito dalla BBC tra il 13 novembre 1954 e il 22 giugno 1955.
| nº | Titolo originale                | Titolo italiano | Prima TV UK      | Prima TV Italia |
| -- | ------------------------------- | --------------- | ---------------- | --------------- |
| 1  | The Extra Bullet                |                 | 13 novembre 1954 |                 |
| 2  | The Unwanted Man                |                 | 20 novembre 1954 |                 |
| 3  | The Skeleton in the Closet      |                 | 27 novembre 1954 |                 |
| 4  | Bombs in Piccadilly             |                 | 4 dicembre 1954  |                 |
| 5  | Death on the Portsmouth Road    |                 | 11 dicembre 1954 |                 |
| 6  | The Actress and the Kidnap Plot |                 | 18 dicembre 1954 |                 |
| 7  | Against the Evidence            |                 | 8 gennaio 1955   |                 |
| 8  | Murder in Soho                  |                 | 15 gennaio 1955  |                 |
| 9  | Bride of the Fires              |                 | 22 gennaio 1955  |                 |
| 10 | The Troubled Wife               |                 | 29 gennaio 1955  |                 |
| 11 | Nell Gwynn's Tear               |                 | 5 febbraio 1955  |                 |
| 12 | The Vanishing Cat               |                 | 12 febbraio 1955 |                 |
| 13 | Written in the Dust             |                 | 19 febbraio 1955 |                 |
| 14 | The Purple Mouse                |                 | 26 febbraio 1955 |                 |
| 15 | The King's Hat                  |                 | 5 marzo 1955     |                 |
| 16 | Little Girl                     |                 | 12 marzo 1955    |                 |
| 17 | The Coward                      |                 | 19 marzo 1955    |                 |
| 18 | The Lost Boy                    |                 | 30 marzo 1955    |                 |
| 19 | The Executioner                 |                 | 6 aprile 1955    |                 |
| 20 | The Poison Machine              |                 | 13 aprile 1955   |                 |
| 21 | The Golden Peacock              |                 | 20 aprile 1955   |                 |
| 22 | The Lover's Knot                |                 | 27 aprile 1955   |                 |
| 23 | The Man from Blackpool          |                 | 4 maggio 1955    |                 |
| 24 | Robbery in the Museum           |                 | 11 maggio 1955   |                 |
| 25 | The Deadly Pocket Handkerchief  |                 | 18 maggio 1955   |                 |
| 26 | The Hand of Terror              |                 | 25 maggio 1955   |                 |
| 27 | Pin-Point Signature             |                 | 1º giugno 1955   |                 |
| 28 | The Innocent Victims            |                 | 8 giugno 1955    |                 |
| 29 | The Jade Blade                  |                 | 15 giugno 1955   |                 |
| 30 | April Fool                      |                 | 22 giugno 1955   |                 |